# Марк Марголис
Марк Марголис (енгл. Mark Margolis; Филаделфија, Пенсилванија, 26. новембар 1939 — Њујорк, 3. август 2023), био је амерички филмски, телевизијски и позоришни глумац, најпознатији по улози Алберта Сенке у филму Лице са ожиљком. Играо је и Антонија Напу у серији Оз, а његов наступ као Дон Хектор „Тио” Саламанка у серијама Чиста хемија и Боље позовите Сола номинован је 2012. године за награду Еми.